# Sulice (district de Prague-Est)
Pour les articles homonymes, voir Sulice.
Sulice (en allemand : Sulitz) est une commune du district de Prague-Est, dans la région de Bohême-Centrale, en République tchèque. Sa population s'élevait à 2 106 habitants en 2020.

## Géographie
Sulice se trouve à 5,6 km au sud-sud-est de Jesenice, à 5,5 km au sud-ouest de Jílové u Prahy et à 21 km au sud-est de Prague.
La commune est limitée par Radějovice au nord-ouest, par Křížkový Újezdec à l'est, par Kamenice au sud-est, par Kostelec u Křížků au sud, et par Pohoří, Libeř, Psáry et Jesenice à l'ouest.

## Histoire
La première mention écrite de la localité date de 1282.

## Administration
La commune se compose de quatre quartiers :
- Sulice
- Hlubočinka
- Nechánice
- Želivec

## Transports
Par la route, Sulice se trouve à 6 km de Jesenice, à 7,5 km de Jílové u Prahy et à 28 km du centre de Prague.